# Glatt rättikspindling
Glatt rättikspindling (Cortinarius valgus) är en svampart som beskrevs av Fr. 1838. Glatt rättikspindling ingår i släktet Cortinarius och familjen spindlingar.  Arten är reproducerande i Sverige. Inga underarter finns listade i Catalogue of Life.